# Pervenchères
Pervenchères é uma comuna francesa, situada no departamento da Orne. Estende-se por uma área de 28,35 km². Em 2010 a comuna tinha 351 habitantes (densidade: 12,4 hab./km²).